# Wieczne derby (Macedonia Północna)
Wieczne derby (mac. Вечно дерби), również Derby Macedonii (mac. Македонско дерби) – nazwa nadana meczom pomiędzy dwoma klubami z Macedonii Północnej – Wardarem Skopje i Pelisterem Bitola.     

## Statystyki
| Rozgrywki                              | Mecze                              | Zwycięstwa Wardaru                 | Remisy                             | Zwycięstwa Pelistera               | Bramki dla Wardaru                 | Bramki dla Pelistera               |
| Mistrzostwa Jugosławii (1990–1992)     | Mistrzostwa Jugosławii (1990–1992) | Mistrzostwa Jugosławii (1990–1992) | Mistrzostwa Jugosławii (1990–1992) | Mistrzostwa Jugosławii (1990–1992) | Mistrzostwa Jugosławii (1990–1992) | Mistrzostwa Jugosławii (1990–1992) |
| -------------------------------------- | ---------------------------------- | ---------------------------------- | ---------------------------------- | ---------------------------------- | ---------------------------------- | ---------------------------------- |
| Pierwsza liga                          | 2                                  | 2                                  | 0                                  | 0                                  | 5                                  | 1                                  |
| Druga liga                             | 2                                  | 1                                  | 1                                  | 0                                  | 2                                  | 1                                  |
| Ogółem                                 | 4                                  | 3                                  | 1                                  | 0                                  | 7                                  | 2                                  |
| Mistrzostwa Macedonii (1992 – obecnie) |                                    |                                    |                                    |                                    |                                    |                                    |
| Pierwsza liga                          | 55                                 | 30                                 | 14                                 | 11                                 | 86                                 | 58                                 |
| Puchar Macedonii                       | 13                                 | 8                                  | 2)                                 | 3)                                 | 21                                 | 11                                 |
| Ogółem                                 | 68                                 | 38                                 | 16                                 | 14                                 | 107                                | 69                                 |
| Razem                                  | 72                                 | 41                                 | 17                                 | 14                                 | 114                                | 71                                 |

Ostatnia aktualizacja: 13 maja 2018

## Lista meczów

### Liga jugosłowiańska
|         | Wardar - Pelister     | Wardar - Pelister | Wardar - Pelister | Wardar - Pelister              | Wardar - Pelister | Wardar - Pelister | Pelister - Wardar | Pelister - Wardar | Pelister - Wardar  | Pelister - Wardar | Pelister - Wardar | Pelister - Wardar | Pelister - Wardar |
| Sezon   | Liga                  | Kolejka           | Data              | Stadion                        | Liczba kibiców    | Wynik             | Kolejka           | Data              | Stadion            | Liczba kibiców    | Wynik             | Wynik             |                   |
| ------- | --------------------- | ----------------- | ----------------- | ------------------------------ | ----------------- | ----------------- | ----------------- | ----------------- | ------------------ | ----------------- | ----------------- | ----------------- | ----------------- |
| 1990–91 | Druga savezna liga    | 20                | 24–02–1991        | Nacionałna Arena Tosze Proeski | 12 000            | 1–0               | 1                 | 05–08–1990        | Stadion Tumbe Kafe | 6000              | 1–1               | 2–4 k.            |                   |
| 1991–92 | Prva liga Jugoslavije | 4                 | 01–09–1991        | Nacionałna Arena Tosze Proeski | Nie dotyczy       | 2–1               | 21                | 08–03–1992        | Stadion Tumbe Kafe | 12 000            | 0–3 1             |                   |                   |

1 mecz przerwany po 45 minutach przy wyniku 0–0. Później Wardarowi przyznano walkowera. 

### Liga macedońska
|         | Wardar – Pelister | Wardar – Pelister | Wardar – Pelister                | Wardar – Pelister | Wardar – Pelister | Pelister – Wardar | Pelister – Wardar | Pelister – Wardar  | Pelister – Wardar | Pelister – Wardar |
| Sezon   | Kolejka           | Data              | Stadion                          | Liczba kibiców    | Wynik             | Kolejka           | Data              | Stadion            | Liczba kibiców    | Wynik             |
| ------- | ----------------- | ----------------- | -------------------------------- | ----------------- | ----------------- | ----------------- | ----------------- | ------------------ | ----------------- | ----------------- |
| 1992–93 | 17                | 28–11–1992        | Nacionałna Arena Tosze Proeski   | 10,000            | 1–1               | 34                | 13–06–1993        | Stadion Tumbe Kafe | N/A               | 0–31              |
| 1993–94 | 27                | 22–05–1994        | Nacionałna Arena Tosze Proeski   | N/A               | 4–0               | 12                | 07–11–1993        | Stadion Tumbe Kafe | N/A               | 2–1               |
| 1994–95 | 22                | 15–04–1995        | Nacionałna Arena Tosze Proeski   | N/A               | 6–3               | 7                 | 02–10–1994        | Stadion Tumbe Kafe | N/A               | 0–0               |
| 1995–96 | 25                | 08–05–1996        | Nacionałna Arena Tosze Proeski   | N/A               | 7–0               | 10                | 29–10–1995        | Stadion Tumbe Kafe | N/A               | 2–1               |
| 1996–97 | 4                 | 08–09–1996        | Nacionałna Arena Tosze Proeski   | N/A               | 0–0               | 17                | 23–03–1997        | Stadion Tumbe Kafe | N/A               | 1–0               |
| 1997–98 | 3                 | 31–08–1997        | Nacionałna Arena Tosze Proeski   | N/A               | 1–1               | 16                | 14–03–1998        | Stadion Tumbe Kafe | N/A               | 3–2               |
| 1998–99 | 21                | 30–04–1999        | Nacionałna Arena Tosze Proeski   | N/A               | 2–1               | 8                 | 03–10–1998        | Stadion Tumbe Kafe | N/A               | 1–2               |
| 1999–00 | 13                | 21–11–1999        | Nacionałna Arena Tosze Proeski   | 1,000             | 3–2               | 26                | 28–05–2000        | Stadion Tumbe Kafe | N/A               | 1–1               |
| 2000–01 | 5                 | 24–09–2000        | Nacionałna Arena Tosze Proeski   | 1,500             | 3–1               | 18                | 01–04–2001        | Stadion Tumbe Kafe | 3,000             | 0–1               |
| 2001–02 | 16                | 25–11–2001        | Nacionałna Arena Tosze Proeski   | 500               | 2–2               | 5                 | 23–09–2001        | Stadion Tumbe Kafe | 3,500             | 1–2               |
| 2002–03 | 13                | 03–11–2002        | Nacionałna Arena Tosze Proeski   | 300               | 3–1               | 2                 | 17–08–2002        | Stadion Tumbe Kafe | 3,000             | 1–2               |
| 2002–03 |                   |                   |                                  |                   |                   | 24                | 13–04–2003        | Stadion Tumbe Kafe | N/A               | 0–2               |
| 2006–07 | 18                | 17–12–2006        | Nacionałna Arena Tosze Proeski   | 700               | 2–1               | 7                 | 01–10–2006        | Stadion Tumbe Kafe | 7,000             | 1–2               |
| 2006–07 |                   |                   |                                  |                   |                   | 28                | 29–04–2007        | Stadion Tumbe Kafe | 3,500             | 1–2               |
| 2007–08 | 10                | 11–10–2007        | Nacionałna Arena Tosze Proeski   | 3,000             | 1–0               | 21                | 16–03–2008        | Stadion Tumbe Kafe | 5,000             | 2–1               |
| 2007–08 | 29                | 26–04–2008        | Nacionałna Arena Tosze Proeski   | 2,000             | 1–3               |                   |                   |                    |                   |                   |
| 2008–09 | 3                 | 23–08–2008        | Nacionałna Arena Tosze Proeski   | 5,000             | 3–0               | 14                | 16–11–2008        | Stadion Tumbe Kafe | 3,000             | 0–0               |
| 2008–09 |                   |                   |                                  |                   |                   | 24                | 12–04–2009        | Stadion Tumbe Kafe | 5,000             | 0–0               |
| 2009–10 | 21                | 21–03–2010        | Nacionałna Arena Tosze Proeski   | 1,500             | 1–0               | 10                | 25–10–2009        | Stadion Tumbe Kafe | 1,500             | 1–0               |
| 2009–10 |                   |                   |                                  |                   |                   | 23                | 28–03–2010        | Stadion Tumbe Kafe | 3,500             | 1–0               |
| 2010–11 | 5                 | 28–08–2010        | Nacionałna Arena Tosze Proeski   | 4,000             | 1–0               | 16                | 27–11–2010        | Stadion Tumbe Kafe | 200               | 1–2               |
| 2010–11 |                   |                   |                                  |                   |                   | 32                | 21–05–2011        | Stadion Tumbe Kafe | 200               | 1–0               |
| 2012–13 | 8                 | 30–09–2012        | Nacionałna Arena Tosze Proeski   | 5,000             | 3–1               | 19                | 06–03–2013        | Stadion Tumbe Kafe | 4,000             | 0–0               |
| 2012–13 | 25                | 13–04–2013        | Nacionałna Arena Tosze Proeski   | 3,000             | 0–1               |                   |                   |                    |                   |                   |
| 2013–14 | 21                | 09–03–2014        | Nacionałna Arena Tosze Proeski   | 4,000             | 1–1               | 10                | 06–10–2013        | Stadion Tumbe Kafe | 7,000             | 1–2               |
| 2013–14 | 29                | 23–04–2014        | Nacionałna Arena Tosze Proeski   | 2,000             | 0–0               |                   |                   |                    |                   |                   |
| 2014–15 | 10                | 04–10–2014        | Stadion Gjorče Petrov            | 500               | 1–0               | 1                 | 03–08–2014        | Stadion Tumbe Kafe | 6,000             | 0–1               |
| 2014–15 | 21                | 22–03–2015        | Nacionałna Arena Tosze Proeski   | 2,000             | 1–1               |                   |                   |                    |                   |                   |
| 2016–17 | 8                 | 28–09–2016        | Stadion im. Borisa Trajkowskiego | 500               | 1–1               | 17                | 30–11–2016        | Stadion Tumbe Kafe | 3,000             | 0–1               |
| 2016–17 | 26                | 09–04–2017        | Nacionałna Arena Tosze Proeski   | 1,000             | 3–1               | 35                | 28–05–2017        | Stadion Tumbe Kafe | 5,000             | 2–3               |
| 2017–18 | 16                | 19–11–2017        | Nacionałna Arena Tosze Proeski   | 4,000             | 1–0               | 7                 | 24–09–2017        | Stadion Tumbe Kafe | 5,000             | 0–1               |
| 2017–18 | 34                | 13–05–2018        | Nacionałna Arena Tosze Proeski   | 300               | 2–3               | 25                | 01–04–2018        | Stadion Tumbe Kafe | 4,000             | 0–0               |

1 Mecz nie rozpoczął się. Wardarowi przyznano walkower. 

### Puchar Macedonii
| Sezon     | Runda       | Mecze   | Data       | Stadion                        | Liczba kibiców | Drużyny           | Wynik   | Zwycięzca |
| --------- | ----------- | ------- | ---------- | ------------------------------ | -------------- | ----------------- | ------- | --------- |
| 1992–93   | Finał       |         | 23–05–1993 | Nacionałna Arena Tosze Proeski | 20 000         | Vardar - Pelister | 1–0     | Vardar    |
| 1995–96   | Półfinał    | 1. mecz | 17–04–1996 | Nacionałna Arena Tosze Proeski | Nie dotyczy    | Vardar - Pelister | 3–0     | Vardar    |
| 1995–96   | Półfinał    | 2. mecz | 01–05–1996 | Stadion Tumbe Kafe             | Nie dotyczy    | Pelister - Vardar | 1–1     | Vardar    |
| 1999–00   | Ćwierćfinał | 1. mecz | 15–03–2000 | Stadion Tumbe Kafe             | Nie dotyczy    | Pelister - Vardar | 1–0     | Pelister  |
| 1999–00   | Ćwierćfinał | 2. mecz | 22–03–2000 | Nacionałna Arena Tosze Proeski | Nie dotyczy    | Vardar - Pelister | 1–2     | Pelister  |
| 2000–01   | Ćwierćfinał | 1. mecz | 25–02–2001 | Stadion Tumbe Kafe             | 4500           | Pelister - Vardar | 2–1     | Pelister  |
| 2000–01   | Ćwierćfinał | 2. mecz | 04–04–2001 | Nacionałna Arena Tosze Proeski | 2500           | Vardar - Pelister | 3–2 (a) | Pelister  |
| 2006–07   | Półfinał    | 1. mecz | 11–04–2007 | Stadion Mładost                | Nie dotyczy    | Vardar - Pelister | 2–1     | Vardar    |
| 2006–07   | Półfinał    | 2. mecz | 02–05–2007 | Stadion Tumbe Kafe             | 4000           | Pelister - Vardar | 1–1     | Vardar    |
| 2012–2013 | Ćwierćfinał | 1. mecz | 07–11–2012 | Stadion Tumbe Kafe             | 1700           | Pelister - Vardar | 0–1     | Vardar    |
| 2012–2013 | Ćwierćfinał | 2. mecz | 21–11–2012 | Nacionałna Arena Tosze Proeski | 1500           | Vardar - Pelister | 2–0     | Vardar    |
| 2015–16   | 1/16 finału | 1. mecz | 30–09–2015 | Nacionałna Arena Tosze Proeski | 300            | Vardar - Pelister | 4–1     | Vardar    |
| 2015–16   | 1/16 finału | 2. mecz | 21–10–2015 | Stadion im. Goce Dełczewa      | 1000           | Pelister - Vardar | 0–2     | Vardar    |

## Zawodnicy, którzy strzelali bramki dla obu klubów
- Dejan Blazewski (4 bramki, po dwie dla Pelistera i Wardaru)
- Saša Ćirić (2 bramki, po jednej dla każdej z drużyn)
- Mile Dimow (2 bramki, po jednej dla każdej z drużyn)

## Menedżerowie, którzy pracowali w obu klubach
- Ilija Dimowski
- Kirił Dojczinowski
- Perica Gruewski
- Ǵoko Hadżiewski
- Alekso Mackow

## Osiągnięcia
Porównanie osiągnięć Wardaru i Pelistera. 
| Rozgrywki                              | Wardar  | Pelister |
| -------------------------------------- | ------- | -------- |
| Mistrzostwa Jugosławii (1947–1992)     | 0 (1)   | 0        |
| Mistrzostwa Macedonii (1992 - obecnie) | 10      | 0        |
| Puchar Jugosławii (1947–1992)          | 1       | 0        |
| Puchar Macedonii (1992 – obecnie)      | 5       | 2        |
| Superpuchar Macedoński (2011-obecnie)  | 2       | 0        |
| Ogółem                                 | 18 (19) | 2        |

## Wyniki meczów derbowych w lidze
W tabeli wymieniono miejsce, które każda drużyna zajęła w kolejnych sezonach. 
|                 | 90–91 1 | 91–92 2 | 92–93 | 93–94 | 94–95 | 95–96 | 96–97 | 97–98 | 98–99 | 99–00 | 00–01 | 01–02 | 02–03 | 06–07 | 07–08 | 08–09 | 09–10 | 10–11 | 12–13 | 13–14 | 14–15 | 16–17 | 17–18 |
| --------------- | ------- | ------- | ----- | ----- | ----- | ----- | ----- | ----- | ----- | ----- | ----- | ----- | ----- | ----- | ----- | ----- | ----- | ----- | ----- | ----- | ----- | ----- | ----- |
| Liczba zespołów | 19      | 18      | 18    | 16    | 16    | 15    | 14    | 14    | 14    | 14    | 14    | 12    | 12    | 12    | 12    | 12    | 12    | 12    | 12    | 12    | 10    | 10    | 10    |
| Wardar          | 2       | 6       | 1     | 1     | 1     | 3     | 4     | 4     | 4     | 10    | 2     | 1     | 1     | 4     | 4     | 5     | 6     | 11    | 1     | 5     | 1     | 1     | 2     |
| Pelister        | 6       | 15      | 4     | 4     | 5     | 5     | 9     | 6     | 10    | 4     | 8     | 10    | 11    | 6     | 3     | 10    | 4     | 12    | 10    | 6     | 9     | 4     | 10    |

1 Druga liga jugosłowiańska; 2 Pierwsza liga jugosłowiańska; Źródło: rsssf.com